# Longaví
Longaví este un oraș și comună din provincia Linares, regiunea Maule, Chile, cu o populație de 28.499 locuitori (2012) și o suprafață de 1453,8 km2.